# حارة الفتح - الحيمي (صنعاء)

تعديل مصدري - تعديل

الفتح - الحيمي هي إحدى حارات حي بني حوات بمدينة الروضة شمال العاصمة اليمنية "صنعاء"، بلغ تعداد سكانها 765 نسمة حسب تعداد اليمن لعام 2004.